# Макмаллен, Ричи
Ричи Макмаллен (англ. Richie McMullen, 1943 — 1991) — британский писатель, консультант по делам молодёжи и сторонник социальных реформ, направленных на борьбу с изнасилованиями мужчин и мальчиков. Он стал соучредителем двух организаций поддержки мужчин-жертв изнасилования и секс-работников, а также опубликовал четыре книги, в том числе автобиографический роман «Очарованный мальчик» (1989) и академическое исследование «Изнасилование мужчин» (1990).
Макмаллен родился в рабочем католическом районе Ливерпуля, где с юных лет подвергался физическому насилию со стороны своего отца.
В детстве и подростковом возрасте он работал мальчиком по вызову, что позволило ему уйти из дома и переехать в Лондон в возрасте 15 лет в 1958 году. Он также служил в торговом флоте Великобритании и в регулярной армии, а также работал медбратом-студентом в психиатрической больнице. Макмаллен получил степень консультанта в Политехническом институте Хэтфилда, а в 1972 году помог открыть молодёжный хостел в рамках проекта Centrepoint в Сохо. В 1985 году он стал соучредителем организации «Streetwise», чтобы помогать мальчикам по вызову в Лондоне. В 1987 году он также стал соучредителем группы поддержки мужчин-жертв изнасилования под названием Survivors — «Выжившие», которая имела телефон доверия. В то время английские и шотландские законы криминализировали изнасилование только женщин, но не мужчин. Макмаллен организовал первую в Великобритании конференцию по проблеме сексуального насилия над мужчинами. В 1985 году его тест на ВИЧ оказался положительным, а в 1987 году ему поставили диагноз СПИД. После того, как ему поставили диагноз, он начал писать, опубликовав «Жизнь с ВИЧ» в 1988 году, «Очарованный мальчик» в 1989 году, его продолжение «Очарованная юность» в 1990 году и научную работу «Изнасилование мужчин» также в 1990 году. «Изнасилование мужчин» было первой подробной работой, опубликованной по этой теме, и в ней было представлено исследование Макмаллена, показывающее, что большая часть изнасилований мужчин и мальчиков совершалась гетеросексуальными мужчинами, которые были мотивированы властью больше, чем сексуальным желанием. Макмаллен умер 28 ноября 1991 года.